# Jérémy Ménez
Jérémy Ménez (Longjumeau, 7 maggio 1987) è un calciatore francese, di ruolo attaccante.

## Caratteristiche
Dotato di ottima tecnica individuale, può ricoprire molti ruoli sul fronte offensivo: in giovane età giocava prevalentemente da trequartista o ala, talvolta da seconda punta, mentre nel Milan, sotto la guida dell'ex tecnico Filippo Inzaghi, è stato spesso impiegato come centravanti di movimento. È rapido e abile nel dribbling. È inoltre un ottimo rigorista.

## Carriera

### Club

#### Sochaux e Monaco
Tesserato a 9 anni con il Sochaux, nel 2003, a 16 anni, firma con la prima squadra (quindi giocatore più giovane della storia della Ligue 1 a firmare un contratto professionistico) e viene valorizzato dall'allora allenatore Guy Lacombe. Il suo esordio con la prima squadra del Sochaux fu il 7 agosto 2004, in casa contro l'Ajaccio (1-0). Nei due campionati disputati con la squadra di Sochaux giocò 55 partite segnando 7 gol (quattro nel primo campionato, tre nel secondo).
A diciassette anni e otto mesi, il 22 gennaio 2005, segnò in sette minuti una tripletta al Bordeaux, diventando il giocatore più giovane in assoluto ad aver segnato una tripletta della Ligue 1.
Nell'estate del 2006 viene tesserato dal Monaco.

#### Roma
Il 28 agosto 2008 viene acquistato dalla Roma per 10,5 milioni di euro, più un bonus di 1,5 milioni di euro in caso di qualificazione della Roma alla UEFA Champions League per le stagioni 2008-09, 2009-10 o 2010-11. Indossa la maglia numero 24 ed esordisce ufficialmente nella Serie A italiana il 31 agosto, nella gara casalinga contro il Napoli (1-1).
Il 6 dicembre 2008 segna il suo primo gol in Serie A, risultando determinante nel successo della Roma per 1-0 in casa del Chievo, con un destro al volo dal vertice dell'area di rigore.
Segna il suo primo gol in Europa con la maglia giallorossa nella sfida di ritorno del terzo turno preliminare di Europa League in casa del Gent, finita 7-1.

#### Paris Saint-Germain
Il 25 luglio 2011 passa a titolo definitivo ai francesi del Paris Saint-Germain, per un importo di 8 milioni di euro più 1 milione di bonus in caso di qualificazione alla Champions League. Il 18 agosto realizza il primo gol in assoluto con la maglia del Paris Saint-Germain nel play-off di andata di Europa League contro il Differdange 03. Segna il suo primo gol in campionato il 28 agosto nella vittoria esterna per 1-3 contro il Tolosa. Conclude la prima stagione con 6 reti in campionato e 2 in Europa League.
Nella stagione 2012-2013 diventa uno dei punti fermi della rosa scelta da Carlo Ancelotti. Il 12 maggio 2013 vince la Ligue 1 con la squadra parigina, nonché il suo primo trofeo della carriera.
Inizia la stagione 2013-2014 vincendo il Trophee des Champions ai danni del Bordeaux per 2-1 grazie a un gol nel finale di Alex al 93º minuto di gioco.

#### Milan

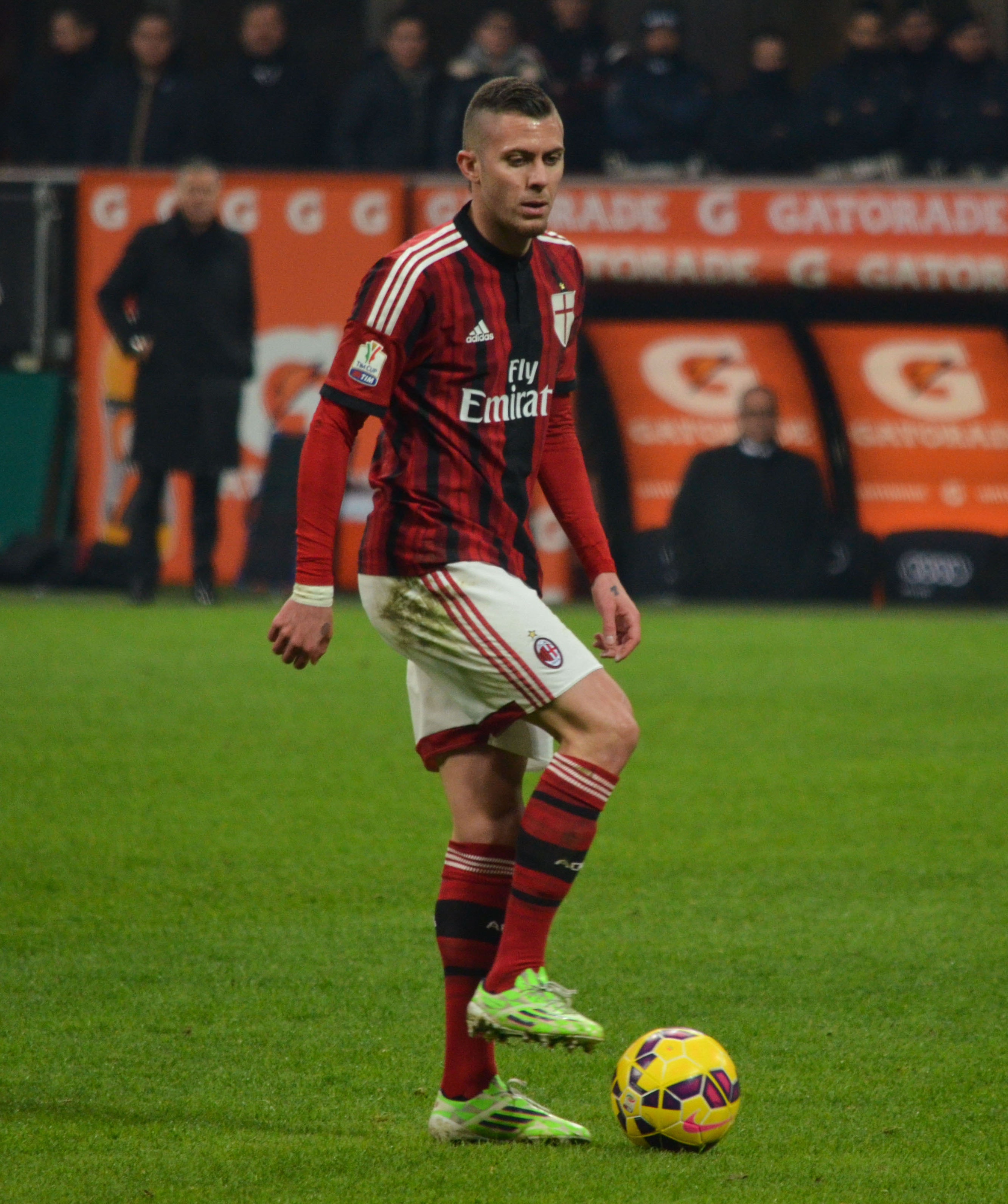
Ménez ai tempi del Milan nel 2015.

Nell'estate 2014 viene acquistato dal Milan, facendo così ritorno in Italia. Al debutto in rossonero segna, su rigore, contro la Lazio (3-1); realizza poi una doppietta nel 5-4 contro il Parma, mettendo a segno la seconda rete con un pregevole colpo di tacco. Il francese si rivela un prolifico finalizzatore per la squadra di Inzaghi, tanto da superare il record personale di gol stagionali. Nella partita con il Genoa del 29 aprile 2015 viene espulso per errore, poiché il fallo era stato commesso da Mexès: gli insulti rivolti all'arbitro Giacomelli costano al giocatore 4 turni di squalifica. Conclude la sua prima fortunata stagione al Milan con 16 reti (record personale in carriera) in 34 partite in tutte le competizioni.
Un'operazione subìta all'ernia nel giugno 2015 lo tiene fuori dai campi per nove mesi. Dopo aver saltato le prime 26 partite della stagione 2015-2016, torna in campo il 14 febbraio 2016 nel giorno della vittoria per 2-1 contro il Genoa. Il 1º marzo 2016 torna a giocare titolare per la prima volta da aprile 2015, segnando inoltre una doppietta all'Alessandria in Coppa Italia. Termina la sua seconda ed ultima stagione con i rossoneri segnando soltanto 4 reti in 12 presenze complessive.

#### Bordeaux e Antalyaspor
Il 1º agosto 2016 viene ceduto al Bordeaux.
Dopo una sola stagione, il 9 giugno 2017 si trasferisce all'Antalyaspor.

#### América e Paris FC
Il 5 gennaio 2018 firma con i messicani del Club América. Dopo vari infortuni avuti e collezionando solo 23 partite e 5 gol, il 29 agosto 2019 rescinde consensualmente il contratto.
Il 26 settembre 2019 decide di tornare in Francia firmando un contratto fino al 30 giugno 2020 con il Paris FC, club della Ligue 2.

#### Reggina
Dopo aver annunciato la decisione di non rinnovare il contratto con i parigini al termine della stagione, il 23 giugno 2020 si accorda con la Reggina, club neopromosso in Serie B, firmando un contratto triennale. Va a segno per la prima volta con i calabresi nell'1-1 contro la Salernitana, valido per la prima giornata di Serie B, segnando il gol del momentaneo 0-1. Pochi giorni dopo, il 30 settembre, viene premiato dalla Lega Serie B con il premio per il Miglior gol della settimana. In tre stagioni mette insieme complessivamente 69 presenze e 13 gol.

#### Bari e ritiro
Dopo essersi svincolato dalla Reggina, il 19 luglio 2023 viene acquistato dal Bari, con cui firma un contratto annuale con opzione di rinnovo in caso di promozione in Serie A.
Il 18 agosto seguente esordisce con la maglia biancorossa contro il Palermo nella prima giornata del campionato di Serie B, subentrando dalla panchina e infortunandosi dopo 29 minuti in campo. L'esito degli esami strumentali rileva la rottura del legamento crociato anteriore del ginocchio destro. Il 23 dicembre 2023 ritorna in campo dopo 4 mesi dall'infortunio nella partita Bari-Cosenza, terminata 0-0. Dopo aver totalizzato solamente 10 presenze, il 27 marzo 2024 risolve consensualmente il proprio contratto con il Bari con tre mesi di anticipo rispetto alla scadenza prevista.
Il 27 settembre 2024 ha dichiarato ufficialmente addio al calcio giocato debuttando poi come opinionista di DAZN.

### Nazionale
Esordisce con la nazionale maggiore francese l'11 agosto 2010, in un'amichevole contro la Norvegia subentrando al 46º al posto di Loïc Rémy. Il 5 giugno 2012 realizza il primo gol in nazionale, nella gara vinta per 4-0 in casa sull'Estonia.
Partecipa in seguito al campionato d'Europa 2012 in Ucraina e Polonia, segnando anche una rete il 15 giugno 2012 contro gli ucraini nella fase a gironi.

## Statistiche

### Presenze e reti nei club
| Stagione                   | Squadra                    | Campionato                 | Campionato | Campionato | Coppe nazionali | Coppe nazionali | Coppe nazionali | Coppe continentali | Coppe continentali | Coppe continentali | Altre coppe | Altre coppe | Altre coppe | Totale | Totale |
| Stagione                   | Squadra                    | Comp                       | Pres       | Reti       | Comp            | Pres            | Reti            | Comp               | Pres               | Reti               | Comp        | Pres        | Reti        | Pres   | Reti   |
| -------------------------- | -------------------------- | -------------------------- | ---------- | ---------- | --------------- | --------------- | --------------- | ------------------ | ------------------ | ------------------ | ----------- | ----------- | ----------- | ------ | ------ |
| 2004-2005                  | Sochaux                    | L1                         | 24         | 4          | CF+CdL          | 2+2             | 0               | CU                 | 6                  | 0                  | -           | -           | -           | 34     | 4      |
| 2005-2006                  | Sochaux                    | L1                         | 31         | 3          | CF+CdL          | 3+0             | 1               | -                  | -                  | -                  | -           | -           | -           | 34     | 4      |
| Totale Sochaux             | Totale Sochaux             | Totale Sochaux             | 55         | 7          |                 | 7               | 1               |                    | 6                  | 0                  |             | -           | -           | 68     | 8      |
| 2006-2007                  | Monaco                     | L1                         | 29         | 7          | CF+CdL          | 2+2             | 0               | -                  | -                  | -                  | -           | -           | -           | 33     | 7      |
| 2007-2008                  | Monaco                     | L1                         | 25         | 7          | CF+CdL          | 2+1             | 0               | -                  | -                  | -                  | -           | -           | -           | 28     | 7      |
| ago. 2008                  | Monaco                     | L1                         | 3          | 0          | CF+CdL          | 0               | 0               | -                  | -                  | -                  | -           | -           | -           | 3      | 0      |
| Totale Monaco              | Totale Monaco              | Totale Monaco              | 57         | 14         |                 | 7               | 0               |                    | -                  | -                  |             | -           | -           | 64     | 14     |
| 2008-2009                  | Roma                       | A                          | 29         | 4          | CI              | 2               | 0               | UCL                | 3                  | 0                  | SI          | 0           | 0           | 34     | 4      |
| 2009-2010                  | Roma                       | A                          | 23         | 1          | CI              | 4               | 0               | UEL                | 10                 | 3                  | -           | -           | -           | 37     | 4      |
| 2010-2011                  | Roma                       | A                          | 32         | 2          | CI              | 4               | 0               | UCL                | 6                  | 2                  | SI          | 1           | 0           | 43     | 4      |
| Totale Roma                | Totale Roma                | Totale Roma                | 84         | 7          |                 | 10              | 0               |                    | 19                 | 5                  |             | 1           | 0           | 114    | 12     |
| 2011-2012                  | Paris Saint-Germain        | L1                         | 33         | 7          | CF+CdL          | 3+1             | 0               | UEL                | 5                  | 2                  | -           | -           | -           | 42     | 9      |
| 2012-2013                  | Paris Saint-Germain        | L1                         | 30         | 5          | CF+CdL          | 3+2             | 0+1             | UCL                | 7                  | 2                  | -           | -           | -           | 42     | 8      |
| 2013-2014                  | Paris Saint-Germain        | L1                         | 16         | 2          | CF+CdL          | 4+2             | 0               | UCL                | 4                  | 0                  | SF          | 0           | 0           | 26     | 2      |
| Totale Paris Saint-Germain | Totale Paris Saint-Germain | Totale Paris Saint-Germain | 79         | 14         |                 | 15              | 1               |                    | 16                 | 4                  |             | 0           | 0           | 110    | 19     |
| 2014-2015                  | Milan                      | A                          | 33         | 16         | CI              | 1               | 0               | -                  | -                  | -                  | -           | -           | -           | 34     | 16     |
| 2015-2016                  | Milan                      | A                          | 10         | 2          | CI              | 2               | 2               | -                  | -                  | -                  | -           | -           | -           | 12     | 4      |
| Totale Milan               | Totale Milan               | Totale Milan               | 43         | 18         |                 | 3               | 2               |                    | -                  | -                  |             | -           | -           | 46     | 20     |
| 2016-2017                  | Bordeaux                   | L1                         | 26         | 3          | CF+CdL          | 3+2             | 0               | -                  | -                  | -                  | -           | -           | -           | 31     | 3      |
| 2017-gen. 2018             | Antalyaspor                | SL                         | 7          | 0          | CT              | 2               | 0               | -                  | -                  | -                  | -           | -           | -           | 9      | 0      |
| gen.-giu. 2018             | América                    | PD                         | 10+4       | 3+2        | cMX             | 0               | 0               | CCL                | 2                  | 0                  | -           | -           | -           | 16     | 5      |
| 2018-2019                  | América                    | PD                         | 3          | 0          | cMX             | 1               | 0               |                    | -                  | -                  | CC          | 1           | 0           | 5      | 0      |
| ago. 2019                  | América                    | PD                         | 1          | 0          | cMX             | 0               | 0               |                    | -                  | -                  | LC          | 1           | 0           | 2      | 0      |
| Totale Club América        | Totale Club América        | Totale Club América        | 18         | 5          |                 | 1               | 0               |                    | 2                  | 0                  |             | 2           | 0           | 23     | 5      |
| 2019-2020                  | Paris FC                   | L2                         | 17         | 4          | CF+CdL          | 1+0             | 1               | -                  | -                  | -                  | -           | -           | -           | 18     | 5      |
| 2020-2021                  | Reggina                    | B                          | 18         | 3          | CI              | 0               | 0               | -                  | -                  | -                  | -           | -           | -           | 18     | 3      |
| 2021-2022                  | Reggina                    | B                          | 16         | 5          | CI              | 1               | 0               | -                  | -                  | -                  | -           | -           | -           | 17     | 5      |
| 2022-2023                  | Reggina                    | B                          | 33         | 5          | CI              | 1               | 0               | -                  | -                  | -                  | -           | -           | -           | 34     | 5      |
| Totale Reggina             | Totale Reggina             | Totale Reggina             | 67         | 13         |                 | 2               | 0               |                    | -                  | -                  |             | -           | -           | 69     | 13     |
| 2023-mar. 2024             | Bari                       | B                          | 10         | 0          | CI              | 0               | 0               | -                  | -                  | -                  | -           | -           | -           | 10     | 0      |
| Totale carriera            | Totale carriera            | Totale carriera            | 472        | 87         |                 | 53              | 5               |                    | 43                 | 9                  |             | 3           | 0           | 571    | 101    |

### Presenze e reti in nazionale
| Cronologia completa delle presenze e delle reti in nazionale ― Francia | Cronologia completa delle presenze e delle reti in nazionale ― Francia | Cronologia completa delle presenze e delle reti in nazionale ― Francia | Cronologia completa delle presenze e delle reti in nazionale ― Francia | Cronologia completa delle presenze e delle reti in nazionale ― Francia | Cronologia completa delle presenze e delle reti in nazionale ― Francia | Cronologia completa delle presenze e delle reti in nazionale ― Francia | Cronologia completa delle presenze e delle reti in nazionale ― Francia |
| Data                                                                   | Città                                                                  | In casa                                                                | Risultato                                                              | Ospiti                                                                 | Competizione                                                           | Reti                                                                   | Note                                                                   |
| ---------------------------------------------------------------------- | ---------------------------------------------------------------------- | ---------------------------------------------------------------------- | ---------------------------------------------------------------------- | ---------------------------------------------------------------------- | ---------------------------------------------------------------------- | ---------------------------------------------------------------------- | ---------------------------------------------------------------------- |
| 11-8-2010                                                              | Oslo                                                                   | Norvegia                                                               | 2 – 1                                                                  | Francia                                                                | Amichevole                                                             | -                                                                      | 46’                                                                    |
| 3-9-2010                                                               | Saint-Denis                                                            | Francia                                                                | 0 – 1                                                                  | Bielorussia                                                            | Qual. Euro 2012                                                        | -                                                                      | 70’                                                                    |
| 9-2-2011                                                               | Saint-Denis                                                            | Francia                                                                | 1 – 0                                                                  | Brasile                                                                | Amichevole                                                             | -                                                                      | 68’ 69’                                                                |
| 29-3-2011                                                              | Saint-Denis                                                            | Francia                                                                | 0 – 0                                                                  | Croazia                                                                | Amichevole                                                             | -                                                                      | 60’                                                                    |
| 6-6-2011                                                               | Donec'k                                                                | Ucraina                                                                | 1 – 4                                                                  | Francia                                                                | Amichevole                                                             | -                                                                      | 65’                                                                    |
| 10-8-2011                                                              | Montpellier                                                            | Francia                                                                | 1 – 1                                                                  | Cile                                                                   | Amichevole                                                             | -                                                                      | 66’                                                                    |
| 11-10-2011                                                             | Saint-Denis                                                            | Francia                                                                | 1 – 1                                                                  | Bosnia ed Erzegovina                                                   | Qual. Euro 2012                                                        | -                                                                      |                                                                        |
| 11-11-2011                                                             | Montpellier                                                            | Francia                                                                | 1 – 0                                                                  | Stati Uniti                                                            | Amichevole                                                             | -                                                                      |                                                                        |
| 15-11-2011                                                             | Saint-Denis                                                            | Francia                                                                | 1 – 1                                                                  | Belgio                                                                 | Amichevole                                                             | -                                                                      | 72’                                                                    |
| 29-2-2012                                                              | Brema                                                                  | Germania                                                               | 1 – 2                                                                  | Francia                                                                | Amichevole                                                             | -                                                                      | 46’                                                                    |
| 27-5-2012                                                              | Valenciennes                                                           | Francia                                                                | 3 – 2                                                                  | Islanda                                                                | Amichevole                                                             | -                                                                      | 75’                                                                    |
| 31-5-2012                                                              | Reims                                                                  | Francia                                                                | 2 – 0                                                                  | Serbia                                                                 | Amichevole                                                             | -                                                                      | 61’                                                                    |
| 5-6-2012                                                               | Le Mans                                                                | Francia                                                                | 4 – 0                                                                  | Estonia                                                                | Amichevole                                                             | 1                                                                      | 73’                                                                    |
| 15-6-2012                                                              | Donec'k                                                                | Ucraina                                                                | 0 – 2                                                                  | Francia                                                                | Euro 2012 - 1º turno                                                   | 1                                                                      | 40’ - 73’                                                              |
| 19-6-2012                                                              | Kiev                                                                   | Svezia                                                                 | 2 – 0                                                                  | Francia                                                                | Euro 2012 - 1º turno                                                   | -                                                                      | 77’                                                                    |
| 23-6-2012                                                              | Donec'k                                                                | Spagna                                                                 | 2 – 0                                                                  | Francia                                                                | Euro 2012 - Quarti di finale                                           | -                                                                      | 64’ - 76’                                                              |
| 7-9-2012                                                               | Helsinki                                                               | Finlandia                                                              | 0 – 1                                                                  | Francia                                                                | Qual. Mondiali 2014                                                    | -                                                                      | 63’                                                                    |
| 11-9-2012                                                              | Saint-Denis                                                            | Francia                                                                | 3 – 1                                                                  | Bielorussia                                                            | Qual. Mondiali 2014                                                    | -                                                                      | 90’                                                                    |
| 12-10-2012                                                             | Saint-Denis                                                            | Francia                                                                | 0 – 1                                                                  | Giappone                                                               | Amichevole                                                             | -                                                                      | 68’                                                                    |
| 16-10-2012                                                             | Madrid                                                                 | Spagna                                                                 | 1 – 1                                                                  | Francia                                                                | Qual. Mondiali 2014                                                    | -                                                                      | 68’                                                                    |
| 14-11-2012                                                             | Parma                                                                  | Italia                                                                 | 1 – 2                                                                  | Francia                                                                | Amichevole                                                             | -                                                                      | 64’                                                                    |
| 6-2-2013                                                               | Saint-Denis                                                            | Francia                                                                | 1 – 2                                                                  | Germania                                                               | Amichevole                                                             | -                                                                      | 87’                                                                    |
| 22-3-2013                                                              | Saint-Denis                                                            | Francia                                                                | 3 – 1                                                                  | Georgia                                                                | Qual. Mondiali 2014                                                    | -                                                                      | 78’                                                                    |
| 26-3-2013                                                              | Saint-Denis                                                            | Francia                                                                | 0 – 1                                                                  | Spagna                                                                 | Qual. Mondiali 2014                                                    | -                                                                      | 70’                                                                    |
| Totale                                                                 |                                                                        | Presenze                                                               | 24                                                                     |                                                                        | Reti                                                                   | 2                                                                      |                                                                        |

## Palmarès

### Club
- Campionato francese: 2

Paris Saint-Germain: 2012-2013, 2013-2014
- Supercoppa francese: 1

Paris Saint-Germain: 2013
- Coppa di Lega francese: 1

Paris Saint-Germain: 2013-2014
- Campionato messicano: 1

Club América: 2018-2019
- Coppa del Messico: 1

Club América: 2019
- Supercoppa del Messico: 1

Club América: 2019

### Nazionale
- Campionato d'Europa Under-17: 1

2004